# Episodi de Il brivido dell'imprevisto (quarta stagione)
La quarta stagione della serie televisiva Il brivido dell'imprevisto è stata trasmessa in anteprima nel Regno Unito dalla Independent Television tra il 5 aprile 1981 e il 26 dicembre 1981.
| nº | Titolo originale                | Titolo italiano                        | Prima TV Regno Unito | Prima TV Italia   |
| -- | ------------------------------- | -------------------------------------- | -------------------- | ----------------- |
| 1  | Would You Believe It?           | La moglie di Lot                       | 5 aprile 1981        | 15 maggio 1984    |
| 2  | Vicious Circle                  | Circolo vizioso                        | 12 aprile 1981       |                   |
| 3  | The Boy Who Talked with Animals | Il ragazzo che parlava con gli animali | 19 aprile 1981       | 13 settembre 1982 |
| 4  | The Best of Everything          | Il meglio di tutto                     | 26 aprile 1981       | 28 febbraio 1984  |
| 5  | A Woman's Help                  | Infermiera cercasi                     | 3 maggio 1981        | 1º febbraio 1982  |
| 6  | Shatterproof                    | La prova                               | 10 maggio 1981       | 29 marzo 1982     |
| 7  | The Sound Machine               | La macchina del suono                  | 17 maggio 1981       | 5 aprile 1982     |
| 8  | Never Speak Ill of the Dead     | Un caso sospetto                       | 24 maggio 1981       | 22 marzo 1982     |
| 9  | The Best Policy                 | L'impiegato modello                    | 31 maggio 1981       | 13 dicembre 1982  |
| 10 | The Last Bottle in the World    | L'ultima bottiglia al mondo            | 7 giugno 1981        | 11 settembre 1984 |
| 11 | Kindly Dig Your Grave           | Si scavi la fossa, per favore          | 14 giugno 1981       | 11 giugno 1984    |
| 12 | Completely Foolproof            | Risultato garantito                    | 21 giugno 1981       | 28 ottobre 1984   |
| 13 | There's One Born Every Minute   |                                        | 28 giugno 1981       |                   |
| 14 | Bosom Friends                   | Amiche per la pelle                    | 5 luglio 1981        | 30 gennaio 1985   |
| 15 | A Glowing Future                | Il trasloco                            | 19 luglio 1982       | 28 gennaio 1982   |
| 16 | The Way to Do It                |                                        | 26 luglio 1981       |                   |
| 17 | Hijack                          | Dirottamento                           | 26 dicembre 1981     | 20 agosto 1984    |